# 데스피나 올림비우
데스피나 올림비우(Δέσποινα Ολυμπίου, 1975년 10월 17일 ~ )는 키프로스의 가수이다.

## 같이 보기
- 그리스 음악